# Ferdinando Orsini

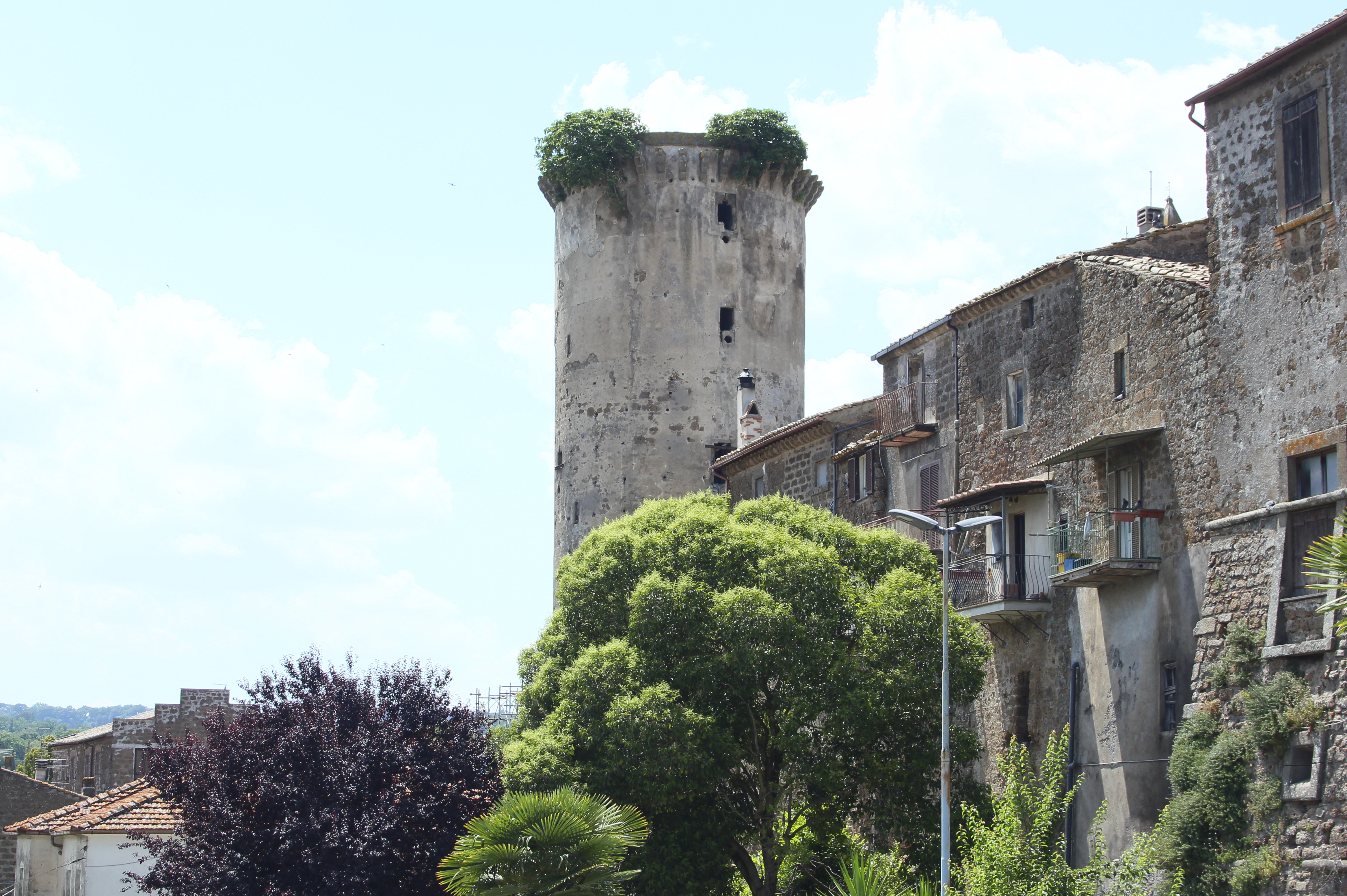
Torre Orsini a Mugnano

Ferdinando Orsini (Roma, ... – Roma, 7 marzo 1660) è stato un nobile italiano e IV duca di Bracciano.

## Biografia
Era figlio di Virginio Orsini, duca di Bracciano, e di Flavia Damasceni Peretti. Ricevette il feudo dal fratello Paolo Giordano II Orsini. Fu Grande di Spagna e ricevette in eredità da Carlo Fausto Orsini il castello di Mugnano. 
Malato di gotta, testò a Roma il 4 marzo 1660, morì tre giorni dopo e venne sepolto nella Chiesa del Gesù.

## Discendenza
Ferdinando sposò (i capitoli matrimoniali datano al 3 novembre 1610) la lontana cugina Giustiniana di Giovanni Antonio Orsini di San Gemini (?-22 dicembre 1663), dalla quale ebbe sei figli:
- Virginio (1615-1676), cardinale
- Flavio (1620-1698), suo successore ed ultimo duca di Bracciano
- Lelio (1623-30 aprile 1696[4]), principe di Vicovaro, fu brevemente frate cappuccino; fece parte dell’Accademia degli Umoristi e scrisse componimenti musicali
- Giovanna (1624-1702), suor Ippolita Virginia in S. Lucia in Selci dal 1644
- Flavia (1635-29 agosto 1645)
- Ippolita

## Ascendenza
|                                              |   |                                            | Genitori                                                               |  |  | Nonni |  |  | Bisnonni                                |  |  | Trisnonni                                     |  |
|                                              |   |                                            |                                                                        |  |  |       |  |  | Girolamo Orsini, V signore di Bracciano |  |  | Gian Giordano Orsini, IX conte di Tagliacozzo |  |
|                                              |   |                                            |                                                                        |  |  |       |  |  | Girolamo Orsini, V signore di Bracciano |  |  | Gian Giordano Orsini, IX conte di Tagliacozzo |  |
|                                              |   | Felice della Rovere                        |                                                                        |  |  |       |  |  | Girolamo Orsini, V signore di Bracciano |  |  |                                               |  |
| Paolo Giordano I Orsini, I duca di Bracciano |   |                                            |                                                                        |  |  |       |  |  | Girolamo Orsini, V signore di Bracciano |  |  |                                               |  |
|                                              |   | Francesca Sforza di Santa Fiora            | Bosio II Sforza, XI conte di Santa Fiora                               |  |  |       |  |  |                                         |  |  |                                               |  |
|                                              |   | Francesca Sforza di Santa Fiora            | Bosio II Sforza, XI conte di Santa Fiora                               |  |  |       |  |  |                                         |  |  |                                               |  |
|                                              |   | Francesca Sforza di Santa Fiora            | Costanza Farnese                                                       |  |  |       |  |  |                                         |  |  |                                               |  |
| Virginio Orsini, II duca di Bracciano        |   | Francesca Sforza di Santa Fiora            |                                                                        |  |  |       |  |  |                                         |  |  |                                               |  |
|                                              |   | Cosimo I de' Medici, I granduca di Toscana | Ludovico "Giovanni delle Bande Nere" de' Medici                        |  |  |       |  |  |                                         |  |  |                                               |  |
|                                              |   | Cosimo I de' Medici, I granduca di Toscana | Ludovico "Giovanni delle Bande Nere" de' Medici                        |  |  |       |  |  |                                         |  |  |                                               |  |
|                                              |   | Cosimo I de' Medici, I granduca di Toscana | Maria Salviati                                                         |  |  |       |  |  |                                         |  |  |                                               |  |
| Isabella de' Medici                          |   | Cosimo I de' Medici, I granduca di Toscana |                                                                        |  |  |       |  |  |                                         |  |  |                                               |  |
|                                              |   | Leonor Álvarez de Toledo y Osorio          | Pedro Álvarez de Toledo y Zúñiga, V marchese di Villafranca del Bierzo |  |  |       |  |  |                                         |  |  |                                               |  |
|                                              |   | Leonor Álvarez de Toledo y Osorio          | Pedro Álvarez de Toledo y Zúñiga, V marchese di Villafranca del Bierzo |  |  |       |  |  |                                         |  |  |                                               |  |
|                                              |   | Leonor Álvarez de Toledo y Osorio          | María Osorio y Pimentel                                                |  |  |       |  |  |                                         |  |  |                                               |  |
| Ferdinando Orsini, IV duca di Bracciano      |   | Leonor Álvarez de Toledo y Osorio          |                                                                        |  |  |       |  |  |                                         |  |  |                                               |  |
|                                              | … | …                                          |                                                                        |  |  |       |  |  |                                         |  |  |                                               |  |
|                                              | … | …                                          |                                                                        |  |  |       |  |  |                                         |  |  |                                               |  |
|                                              | … | …                                          |                                                                        |  |  |       |  |  |                                         |  |  |                                               |  |
| Fabio Damasceni                              | … |                                            |                                                                        |  |  |       |  |  |                                         |  |  |                                               |  |
|                                              |   | …                                          | …                                                                      |  |  |       |  |  |                                         |  |  |                                               |  |
|                                              |   | …                                          | …                                                                      |  |  |       |  |  |                                         |  |  |                                               |  |
|                                              |   | …                                          | …                                                                      |  |  |       |  |  |                                         |  |  |                                               |  |
| Flavia Damasceni Peretti                     |   | …                                          |                                                                        |  |  |       |  |  |                                         |  |  |                                               |  |
|                                              |   | Giambattista Mignucci                      | Tullio Mignucci                                                        |  |  |       |  |  |                                         |  |  |                                               |  |
|                                              |   | Giambattista Mignucci                      | Tullio Mignucci                                                        |  |  |       |  |  |                                         |  |  |                                               |  |
|                                              |   | Giambattista Mignucci                      | …                                                                      |  |  |       |  |  |                                         |  |  |                                               |  |
| Maria Felice Mignucci Peretti                |   | Giambattista Mignucci                      |                                                                        |  |  |       |  |  |                                         |  |  |                                               |  |
|                                              |   | Camilla Peretti, marchesa di Venafro       | Francesco Piergentile "Peretto di Montalto"                            |  |  |       |  |  |                                         |  |  |                                               |  |
|                                              |   | Camilla Peretti, marchesa di Venafro       | Francesco Piergentile "Peretto di Montalto"                            |  |  |       |  |  |                                         |  |  |                                               |  |
|                                              |   | Camilla Peretti, marchesa di Venafro       | Mariana Ricucci                                                        |  |  |       |  |  |                                         |  |  |                                               |  |
|                                              |   | Camilla Peretti, marchesa di Venafro       |                                                                        |  |  |       |  |  |                                         |  |  |                                               |  |